# Uliànivka (Krasnogvardiske)
|  | Per a altres significats, vegeu «Uliànovka». |

Uliànivka (en (ucraïnès): Ульянівка, rus: Ульяновка, Uliànovka) és un poble de la República Autònoma de Crimea a Ucraïna, que el 2014 tenia 219 habitants. Pertany al districte de Krasnogvardiske.